# Samuel Asamoah
Samuel Asamoah (Accra, 23 maart 1994) is een Ghanees-Belgisch voetballer. Hij is een centrale middenvelder die sinds 2017 onder contract stond bij STVV en vanaf 2021/22 uitkomt voor FC U Craiova 1948 in Roemenië. Eerder speelde Asamoah voor KAS Eupen en in het seizoen 2015/16 werd hij uitgeleend aan Oud-Heverlee Leuven.

## Carrière

### Jeugd
Samuel Asamoah werd geboren in Accra, de hoofdstad van Ghana. De jonge voetballer werd in 2007 gerekruteerd door de toen pas opgerichte Aspire Academy. De toen 13-jarige Ghanees verliet zijn familie om via de Qatarese voetbalschool een carrière als voetballer na te streven. Vijf jaar voetbalde hij bij de Senegalese afdeling van de Aspire Academy alvorens de overstap te maken naar België.

### KAS Eupen
In de zomer van 2012 tekende de 18-jarige Asamoah een contract bij de Belgische tweedeklasser KAS Eupen, dat even voordien was overgenomen door de Qatarese organisatie achter de Aspire Academy. De nieuwe eigenaars hoopten zo hun voetbaltalenten uit de academie in de kijker te zetten. Naast Asamoah maakten ook Diawandou Diagné, Anthony Bassey, Ibrahima Diédhiou, John Felagha, Raoul Kenne, Ndumiso Mngadi en Hamza Zakari in 2012 de overstap van de Aspire Academy naar Eupen.
Bij Eupen groeide de Ghanese middenvelder al snel uit tot een vaste waarde. Reeds in zijn eerste seizoen kon hij rekenen op interesse van Standard Luik. In zowel 2014 als 2015 bereikte hij met Eupen de eindronde om promotie. Telkens werd Eupen tweede, waardoor het net naast de promotie naar de Jupiler Pro League greep. In 2014 werd Asamaoh ook aanvoerder van het elftal.

### Oud-Heverlee Leuven
In juli 2015 werd Asamoah voor een seizoen uitgeleend aan eersteklasser Oud-Heverlee Leuven.

### STVV
Sinds juli 2017 speelt Asamoah voor STVV waar hij een contract aangeboden kreeg. Bij STVV wist hij zich al snel te bewijzen en een vaste basisplaats af te dwingen centraal op het middenveld.

## Statistieken
| Seizoen | Club        | Land            | Competitie      | Competitie | Competitie | Beker | Beker | Supercup | Supercup | Europees | Europees | Totaal | Totaal |
| Seizoen | Club        | Land            | Competitie      | Wed.       | Dlp.       | Wed.  | Dlp.  | Wed.     | Dlp.     | Wed.     | Dlp.     | Wed.   | Dlp.   |
| ------- | ----------- | --------------- | --------------- | ---------- | ---------- | ----- | ----- | -------- | -------- | -------- | -------- | ------ | ------ |
| 2012/13 | KAS Eupen   | Vlag van België | Tweede Klasse   | 32         | 2          | 1     | 0     | —        | —        | —        | —        | 33     | 2      |
| 2013/14 | KAS Eupen   | Vlag van België | Tweede Klasse   | 37         | 3          | 3     | 0     | —        | —        | —        | —        | 40     | 3      |
| 2014/15 | KAS Eupen   | Vlag van België | Tweede Klasse   | 33         | 7          | 2     | 0     | —        | —        | —        | —        | 35     | 7      |
| 2015/16 | → OH Leuven | Vlag van België | Eerste Klasse A | 17         | 1          | 1     | 0     | —        | —        | —        | —        | 18     | 1      |
| 2017/18 | STVV        | Vlag van België | Eerste Klasse A | 29         | 2          | 1     | 0     | —        | —        | —        | —        | 30     | 2      |
| 2018/19 | STVV        | Vlag van België | Eerste Klasse A | 36         | 0          | 2     | 0     | —        | —        | —        | —        | 38     | 0      |
| 2019/20 | STVV        | Vlag van België | Eerste Klasse A | 27         | 4          | 1     | 0     | —        | —        | —        | —        | 28     | 4      |
| 2020/21 | STVV        | Vlag van België | Eerste Klasse A | 16         | 0          | 0     | 0     | —        | —        | —        | —        | 16     | 0      |
| TOTAAL  | TOTAAL      | TOTAAL          | TOTAAL          | 227        | 19         | 11    | 0     | 0        | 0        | 0        | 0        | 238    | 19     |

2 Ogawa ·
4 Belaïd ·
5 Taniguchi ·
6 Yanamoto ·
7 Brahimi ·
8 Fujita ·
9 Ferrari ·
10 Lamkel Zé ·
11 Delpupo ·
12 Coppens ·
13 Ito ·
14 Dumont ·
15 Zahiroleslam ·
16 Kokubo ·
19 Patris ·
20 Van Helden ·
21 Lendfers ·
22 Janssens ·
23 Barnes ·
24 Mindombe ·
25 Teuchy ·
27 Ananou ·
31 Godeau  ·
33 Diriken ·
34 Lambotte ·
37 Alexis ·
60 Vanwesemael ·
91 Bertaccini ·
Coach: Vrancken